# 1986 RA5
1986 RA5 är en asteroid i huvudbältet som upptäcktes den 1 september 1986 av den belgiske astronomen Henri Debehogne vid La Silla-observatoriet.
Den har en diameter på ungefär 4 kilometer.